# المتلاعب به
المتلاعب به (بالكورية: 조각도시) هو مسلسل كوري جنوبي قادم، جي تشانغ-ووك، دو كيونغ-سو، لي كوانغ-سو، جو ايون-سو. من المقرر عرضه على ديزني+ في آواخر عام 2025.

## القصة
تاي يونغ (تشانغ-ووك)، رجل عادي تنقلب حياته رأسًا على عقب عندما يُسجن ظلمًا لارتكابه جريمة بشعة. ثما يكتشف أن كل شيء تم تدبيره من قبل يو-هان (دوه كيونغ سو). فيقرر السير في طريق الانتقام.

## طاقم
- جي تشانغ ووك - تاي جونغ[3]
- دو كيونغ سو - يو هان[3]
- لي كوانج سو - بايك دو كيونغ[3]
- جو ايون-سو - نو أون بي[3]

### داعم
- يانغ دونغ جيون في دور يو دوك سو: الشخص الأكثر نفوذًا في السجن.[4]

## الإنتاج
في 13 نوفمبر 2023 ، أعلن عن أن كل من تشانغ-ووك وكيونغ سو سيلعبان دور البطولة في مسلسل جديد لمنصة ديزني+ بعنوان "المتلاعب به" بقيمة انتاج 35 مليار وون، وهو من اخراج بارك شين-وو الذي أخرج التصويت القاتل (2023)، وكيم تشانغ-جو الذي عمل على افلام مثل أمازون بولسي (2024)، ضربة قوية (2021). وهو مبني على قصة فيلم "المدينة الصناعية' الذي كتابة أوه سانغ-هو، كاتب سلسلة تاكسي دريفر (2021-23)، سيكتب أوه المسلسل ايضاً.
تم اعداد المسلسل في قسم الافلام بشركة ساي جي إي إن إم وسيتم انتاجه من قبل استوديو دراغون بجانب سيبفلكس للأفلام.
في 22 نوفمبر 2024، أكدت ديزني+ الطاقم الرئيسي للمسلسل وهم : جي تشانغ ووك، دو كيونغ سو، لي كوانغ سو، جو يون سو.

## روابط خارجية
- المُتلاعب به على موقع IMDb (الإنجليزية)
- المُتلاعب به على موقع قاعدة بيانات الفيلم (الإنجليزية)
- المتلاعب به على هانسينما